# Allophylus
Allophylus ist eine Pflanzengattung in der Familie der Seifenbaumgewächse (Sapindaceae). Die etwa 200 Arten sind in den Tropen und Subtropen weitverbreitet.

## Beschreibung

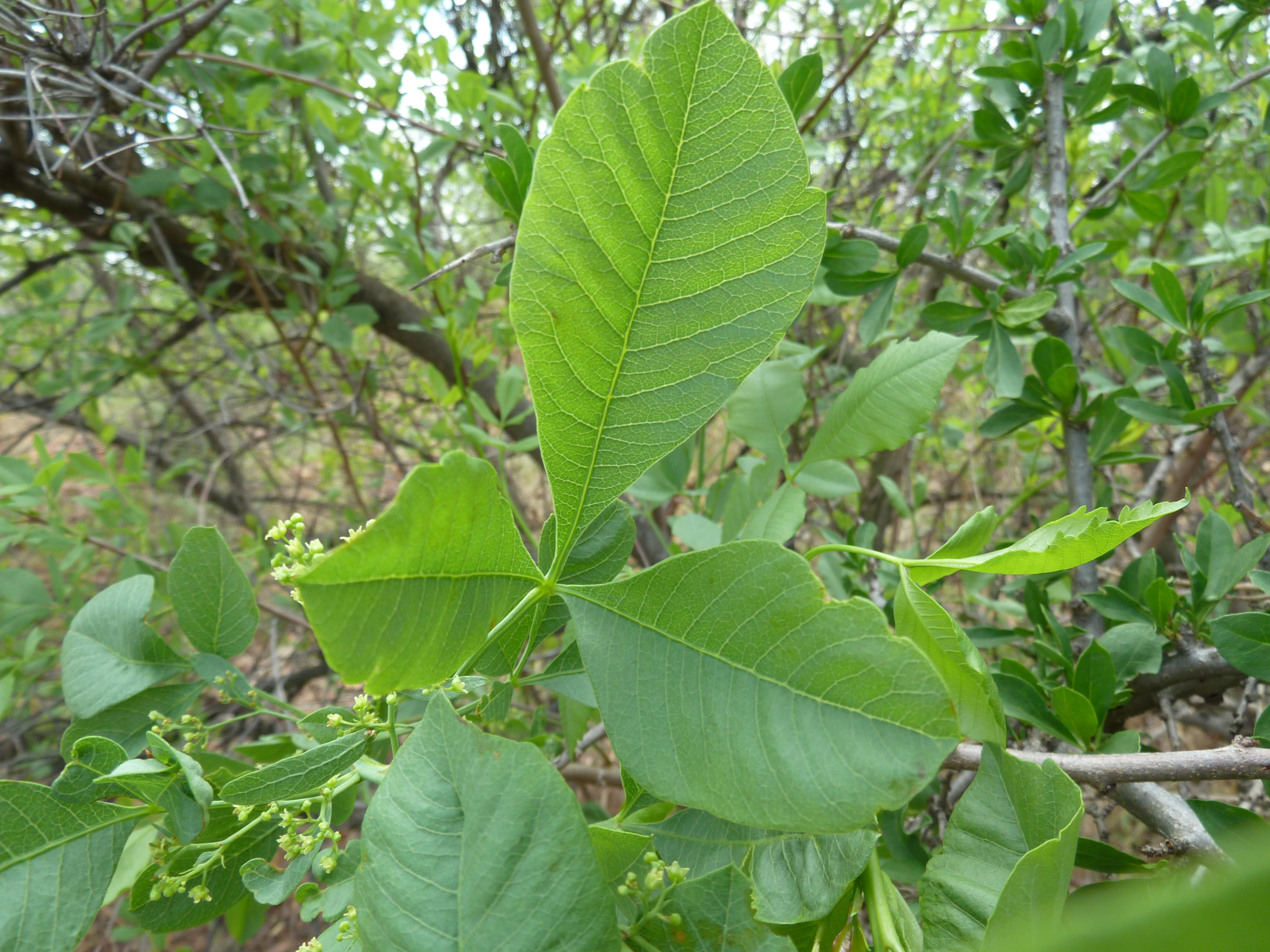
Laubblatt und im Hintergrund Blütenstand von Allophylus africanus

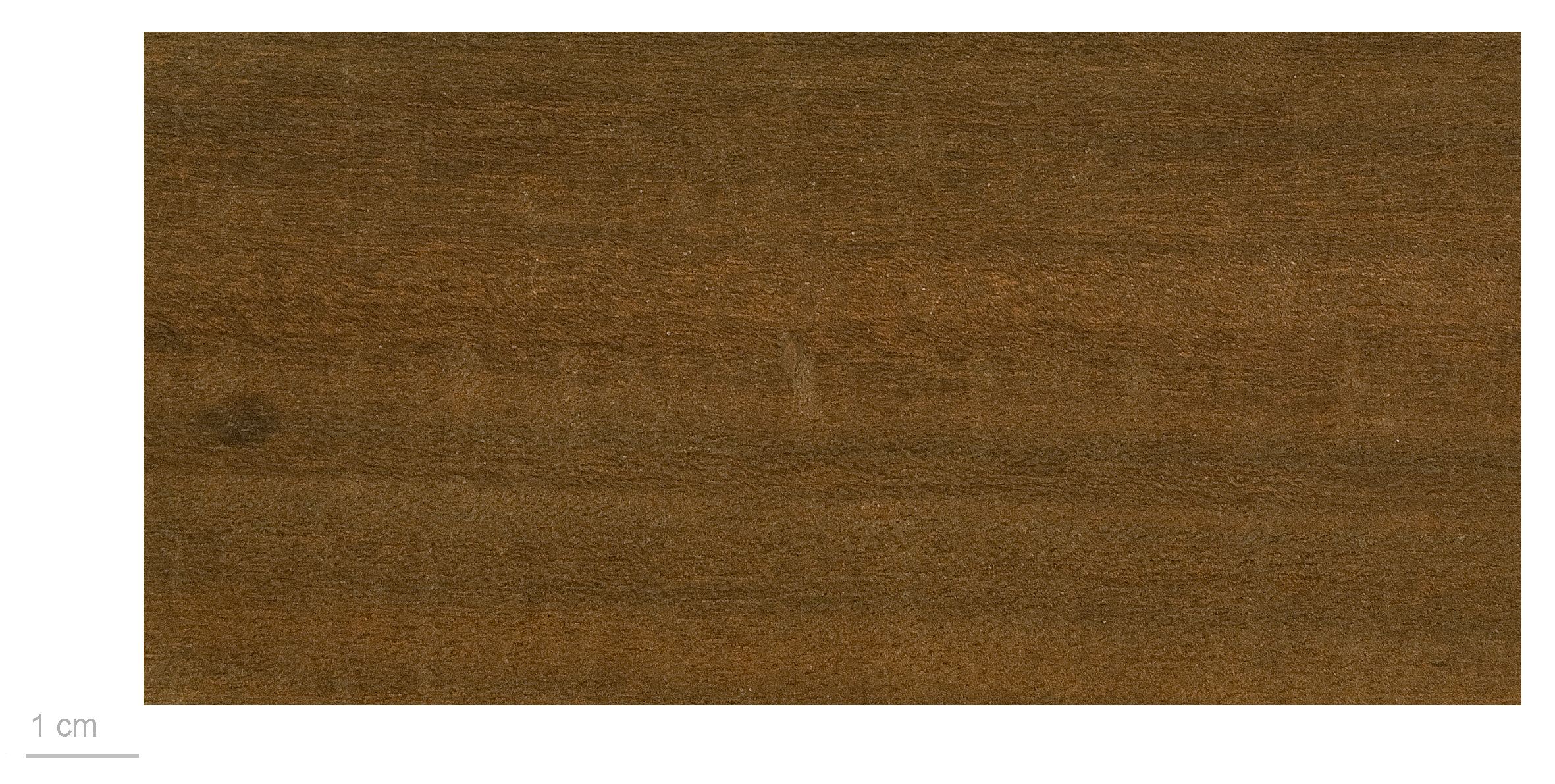
Holzprobe von Allophylus timoriensis

### Erscheinungsbild und Blätter
Die Allophylus-Arten sind immer verholzende Pflanzen, die meist als Sträucher oder selten als Bäume oder Lianen wachsen.
Die wechselständig angeordneten Laubblätter sind gestielt bis fast sitzend. Die Blattspreiten sind handförmig geteilt und bestehen aus ein bis fünf Blattabschnitten. Die Blattränder sind meist gesägt, manchmal glatt. Nebenblätter sind keine vorhanden.

### Blütenstände und Blüten
Allophylus-Arten sind einhäusig (monözisch) oder zweihäusig (diözisch) getrenntgeschlechtig. Die seitenständigen, zymösen Gesamtblütenstände besitzen die Form von traubigen Thyrsen und können aus mehreren traubigen Teilblütenständen zusammengesetzt sein. Die Trag- (Brakteen) und Deckblätter (Brakteolen) sind klein und pfriemförmig oder lanzettlich.
Die eingeschlechtigen Blüten sind klein, zygomorph und vierzählig. Von den vier Kelchblättern sind die zwei äußeren elliptisch sowie etwas kleiner und die inneren zwei fast kreisförmig. Die vier Kronblätter bilden zwei Paare, wobei das untere Paar an seiner Basis Schuppen besitzt. Der vierteilige Diskus besitzt drüsenartige Lappen mit gestutzten oder stumpfen oberen Enden. Die männlichen Blüten enthalten meist acht, manchmal weniger Staubblätter, die die Krone überragen und deren Staubfäden frei oder bis unterhalb ihre Mitte verwachsen sind. Die weiblichen Blüten enthalten einen oberständigen, zwei- bis selten dreigeteilten, oder zwei-, dreikammerigen Fruchtknoten, dessen Teile fast kugelig bis verkehrt-eiförmig sind. Jede Fruchtknotenkammer beziehungsweise jeder -abschnitt enthält nur eine Samenanlage. Der subgynobasische Griffel ist bis oben hin verwachsen oder bis fast zur Basis hin meist zwei-, selten dreigeteilt und endet in zwei bis drei zurückgekrümmten, länglichen Narben.

### Früchte und Samen
Die Stein- oder Spaltfrüchte zerfallen in zwei oder drei beerenartige fast kugelige bis verkehrt-eiförmige Teilfrüchte, wobei oft nur eine davon voll entwickelt ist. Das Exokarp ist fleischig sowie saftig und das Endokarp ist hart. Die Samen besitzen fast die gleiche Form wie die Teilfrüchte und enthalten einen gewölbten und zurückgekrümmten Embryo.

### Chromosomenzahlen
Die Chromosomenzahl beträgt 2n = 28.

## Verbreitung
Die Gattung Allophylus besitzt eine weite Verbreitung in den Tropen und Subtropen. In der Neotropis kommen etwa 100 Arten vor. In Madagaskar kommen etwa 18 Arten vor, 17 davon nur dort. Für Ecuador sind etwa 15 Arten und für Bolivien etwa 13 Arten aufgelistet. In China gibt es etwa elf Arten. In Simbabwe kommen nur fünf Arten und eine Naturhybride vor.
Einige Allophylus-Arten sind in der Roten Liste der Gefährdeten Arten der IUCN gelistet.

## Systematik
Die Gattung Allophylus wurde 1753 durch Carl von Linné in Species Plantarum, 1, S. 348 aufgestellt. Typusart ist Allophylus zeylanicus L. 
Ein Synonym für Allophylus L. ist Schmidelia L. Die Gattung Allophylus gehört zur Unterfamilie Sapindoideae innerhalb der Familie Sapindaceae.
Die Gattung Allophylus benötigt eine taxonomische Revision. Denn die letzte wissenschaftliche Bearbeitung dieser Gattung durch Pieter Willem Leenhouts in A conspectus of the genus Allophylus (Sapindaceae), In: Blumea, Volume 15, 1967, S. 301–358 liegt erstens lange zurück und zweitens beruht sie auf problematischen Daten.
| - Allophylus abyssinicus (Hochst.) Radlk. - Allophylus acutatus Radlk. - Allophylus africanus P.Beauv. - Allophylus agbala Hauman - Allophylus aldabricus Radlk. - Allophylus altescandens Hauman - Allophylus amazonicus (Mart.) Radlk. - Allophylus amboinensis Blume - Allophylus amentaceus Radlk. - Allophylus amplissimus Hauman - Allophylus angustatus (Triana & Planch.) Radlk. - Allophylus antunesii Gilg - Allophylus apiocarpus Radlk. - Allophylus arboreus Choux: Sie kommt in Madagaskar vor. - Allophylus bartlettii Merr. - Allophylus betongensis Craib - Allophylus bicruris Radlk.: Sie kommt in Madagaskar und auf den Komoren vor. - Allophylus boinensis Choux: Sie kommt in Madagaskar vor. - Allophylus bojerianus (Cambess.) Blume: Sie kommt in Madagaskar vor. - Allophylus bongolavensis Choux - Allophylus borbonicus (J.F.Gmel.) F.Friedmann - Allophylus brachypetalus Gagnep. - Allophylus brachystachys Radlk. - Allophylus brevipes Radlk. - Allophylus brevipetiolaris Radlk. - Allophylus bullatus Radlk. - Allophylus camptoneurus Radlk. - Allophylus camptostachys Radlk. - Allophylus capillipes Gagnep. - Allophylus caudatus Radlk. - Allophylus cazengoensis Baker f. - Allophylus chartaceus (Kurz) Radlk. - Allophylus chaunostachys Gilg - Allophylus chirindensis Baker f. - Allophylus chlorocarpus Radlk. - Allophylus chrysoneurus Radlk. - Allophylus chrysothrix (Radlk.) Lisowski - Allophylus cinnamomeus Radlk. - Allophylus cobbe (L.) Raeusch. - Allophylus cominia (L.) Sw. - Allophylus commersonii Blume - Allophylus concanicus Radlk. - Allophylus congolanus Gilg - Allophylus conraui Gilg ex Radlk. - Allophylus coriaceus Radlk. - Allophylus costatus Choux - Allophylus crassinervis Radlk. - Allophylus crataegifolius Capuron ex Gereau & G.E.Schatz: Dieser Endemit kommt nur in einem kleinen Gebiet in Madagaskar vor. - Allophylus crenatus Radlk. - Allophylus cristalensis Lippold - Allophylus cubensis Borhidi & O.Muñiz - Allophylus dasythyrsus Radlk. - Allophylus decaryi Danguy & Choux: Sie kommt in Madagaskar vor. - Allophylus decipiens (E.Mey.) Radlk. - Allophylus delicatulus Verdc. - Allophylus densiflorus Radlk. - Allophylus dimorphus Radlk. - Allophylus dioicus (Nees & Mart.) Radlk. - Allophylus dissectus Capuron ex Gereau & G.E.Schatz: Dieser Endemit kommt nur in einem kleinen Gebiet in Madagaskar vor. - Allophylus divaricatus Radlk. - Allophylus dodsonii Gentry - Allophylus domingensis Alain - Allophylus dregeanus (Sond.) De Winter - Allophylus dummeri Baker f. - Allophylus edulis (A.St.-Hil., A.Juss. & Cambess.) Hieron. ex Niederl. - Allophylus elongatus Radlk. - Allophylus eustachys Radlk. - Allophylus excelsus (Triana & Planch.) Radlk. - Allophylus ferrugineus Taub. - Allophylus filiger Radlk. - Allophylus floribundus (Poepp.) Radlk. - Allophylus fulvotomentosus Gilg - Allophylus fuscus Radlk. - Allophylus gentryi Croat - Allophylus glabratus (Kunth) Radlk. - Allophylus gossweileri Baker f. - Allophylus goudotii (Triana & Planch.) Radlk. - Allophylus grandiflorus Radlk. - Allophylus grandifolius (Baker) Radlk. - Allophylus granulatus Radlk. - Allophylus grossedentatus (Turcz.) Fern.-Vill. - Allophylus grotei F.G.Davies & Verdc. - Allophylus guaraniticus (A.St.-Hil.) Radlk. - Allophylus haitiensis Radlk. & Ekman - Allophylus hallaei Fouilloy - Allophylus hamatus Verm. ex Hauman - Allophylus hayatae Gagnep. - Allophylus heterophyllus (Cambess.) Radlk. - Allophylus hirsutus Radlk. - Allophylus hirtellus (Hook.f.) Radlk. - Allophylus holophyllus Radlk. - Allophylus hylophilus Gilg - Allophylus hymenocalyx Radlk. - Allophylus imenoensis Pellegr. - Allophylus incanus Radlk. - Allophylus insignis Radlk. - Allophylus jamaicensis Radlk. - Allophylus javensis Blume - Allophylus jejunus Standl. ex Lundell - Allophylus katangensis Hauman - Allophylus laetevirens Ridl. - Allophylus laetus Radlk. - Allophylus laevigatus (Turcz.) Radlk. - Allophylus largifolius Radlk. - Allophylus lasiopus Baker f. - Allophylus lastoursvillensis Pellegr. - Allophylus latifolius Huber - Allophylus laxiflorus Gagnep. - Allophylus le-testui Pellegr. - Allophylus leptocladus Radlk. - Allophylus leptococcus Radlk. - Allophylus leptostachys Radlk. - Allophylus leucochrous Radlk. - Allophylus leucoclados Radlk. - Allophylus leucophloeus Radlk. - Allophylus livescens Gagnep. - Allophylus longicuneatus Verm. ex Hauman - Allophylus longifolius Radlk. - Allophylus longipes Radlk. - Allophylus longipetiolatus Gilg - Allophylus lopezii Merr. - Allophylus loretensis Standl. ex J.F.Macbr. - Allophylus macrocarpus Danguy & Choux: Die zwei Varietäten kommen in Madagaskar vor. - Allophylus macrodontus Merr. - Allophylus macrostachys Radlk. - Allophylus maestrensis Lippold - Allophylus malvaceus Radlk. - Allophylus mananarensis Choux - Allophylus marquesensis F.Br. - Allophylus masoalensis Capuron ex Gereau & G.E.Schatz: Dieser Endemit kommt nur in einem kleinen Gebiet in Madagaskar vor. - Allophylus mayimbensis Pellegr. - Allophylus megaphyllus Hutch. & Dalziel - Allophylus melanocarpus (Sond.) Radlk. - Allophylus melliodorus Gilg ex Radlk. - Allophylus micrococcus Radlk. - Allophylus mollis (Kunth) Radlk. - Allophylus montanus F.N.Williams - Allophylus mossambicensis Exell - Allophylus multicostatus A.H.Gentry - Allophylus myrianthus Radlk. - Allophylus natalensis (Sond.) De Winter - Allophylus ngounyensis Pellegr. - Allophylus nigericus Baker f. - Allophylus nigrescens Blume: Sie kommt in Madagaskar vor. - Allophylus nitidulus (Triana & Planch.) Radlk. - Allophylus obliquus Radlk. - Allophylus oyemensis Pellegr. - Allophylus pachyphyllus Radlk. - Allophylus pallidus Radlk. - Allophylus panamensis Radlk. - Allophylus paniculatus (Poepp.) Radlk. - Allophylus parimensis Steyerm. - Allophylus pauciflorus Radlk. - Allophylus peduncularis Radlk. - Allophylus persicifolius Hauman - Allophylus peruvianus Radlk. - Allophylus pervillei Blume - Allophylus petelotii Merr. - Allophylus pilosus (J.F.Macbr.) A.H.Gentry - Allophylus pinnatus Choux: Sie kommt in Madagaskar vor. - Allophylus poungouensis Pellegr. - Allophylus pseudopaniculatus Baker f. - Allophylus psilospermus Radlk. - Allophylus punctatus (Poepp.) Radlk. - Allophylus quercifolius (Mart.) Radlk. - Allophylus quinatus Radlk. - Allophylus racemosus Sw. - Allophylus rapensis F.Br. - Allophylus repandifolius Merr. & Chun - Allophylus repandodentatus Radlk. - Allophylus reticulatus Radlk. - Allophylus rheedei (Wight) Radlk. - Allophylus rhodesicus Exell - Allophylus rhomboidalis (Nadeaud) Radlk. - Allophylus rigidus Sw. - Allophylus robustus Radlk. - Allophylus roigii Lippold - Allophylus rubifolius (Hochst. ex A.Rich.) Engl. - Allophylus rutete Gilg - Allophylus salignus Blume: Sie kommt in Madagaskar vor. - Allophylus salinarius Gagnep. - Allophylus samarensis Merr. - Allophylus sapinii Verm. ex Hauman - Allophylus scandens Ridl. - Allophylus schweinfurthii Gilg - Allophylus scrobiculatus (Poepp.) Radlk. - Allophylus sechellensis Summerh. - Allophylus serratus (Hiern) Kurz - Allophylus setulosus Radlk. - Allophylus simplicifolius Radlk. - Allophylus sootepensis Craib - Allophylus spectabilis Gilg - Allophylus spicatus (Poir.) Radlk. - Allophylus steinbachii F.A.Barkley & Villa - Allophylus stenodictyus Radlk. - Allophylus stenophyllus Merr. - Allophylus strictus Radlk. - Allophylus subfalcatus Radlk. - Allophylus subincisodentatus Radlk. - Allophylus sumatranus Blume - Allophylus talbotii Baker f. - Allophylus tanzaniensis F.G.Davies - Allophylus timorensis (DC.) Blume - Allophylus torrei Exell & Mendonça - Allophylus transvaalensis Burtt Davy - Allophylus trichodesmus Radlk.: Sie kommt in Madagaskar vor. - Allophylus trichophyllus Merr. & Chun - Allophylus triphyllus (Burm.f.) Merr. - Allophylus umbrinus A.C.Sm. - Allophylus unifoliatus Radlk. - Allophylus unifoliolatus Radlk. - Allophylus vestitus F.G.Davies - Allophylus villosus (Roxb.) Blume - Allophylus viridis Radlk. - Allophylus whitei Exell - Allophylus zenkeri Gilg ex Radlk. - Allophylus zeylanicus L. |